# Aplomera spinulosa
Aplomera spinulosa är en tvåvingeart som beskrevs av Philippi 1865. Aplomera spinulosa ingår i släktet Aplomera och familjen dansflugor. Inga underarter finns listade i Catalogue of Life.